# Білопечериця довгокоренева
Білопечериця довгокоренева (Leucoagaricus macrorhizus) — вид грибів родини печерицевих (Agaricaceae).

## Ареал виду та його поширення в Україні
Ареал: Європа, Азія та Північна Африка. В Україні відомий з Правобережного (Хмельницька область, Летичівський район, смт Меджибіж) та Лівобережного (Сумська область, Краснопільський район, окол. с. Таратутине) Лісостепу.

## Чисельність та структура популяцій
Трапляється поодинці або невеликими групами.
Причини зміни чисельності не досліджені.

## Умови місцезростання
Росте в парках, садах, на галявинах, полях, лучних степах; на ґрунті.

## Загальна біоморфологічна характеристика
Шапинка діаметром 5-9 см, товста, м'ясиста, спочатку напівкуляста, згодом випуклорозпростерта, в центрі з широким горбиком, суха, волокниста, волокнисто-оксамитова, вкрита (головним чином посередині) великими притиснутими (іноді відстаючими) лусочками, з розтрісканим краєм, брудносіра, сірувато-коричнева, по краю світліша, кремово-біла, лусочки сірувато-коричневаті. Пластинки вільні, з коларіумом завширшки 2-3 мм, тонкі, густі, легко відділяються від шапинки, спочатку білі, згодом кремові, підсихаючи злегка коричневіють. Спори 6-9×4-5,5 мкм, від широко-еліпсоподібних до овальних, з маленькою порою проростання, гладенькі, тонкостінні, безбарвні. Споровий порошок білуватий, білуватокремовий. Ніжка 4-12×1,5-2 см, центральна, циліндрична, злегка звужується донизу, з коренеподібною основою, з порожниною, з кільцем, гладенька, шовковисто-волокниста, білувато-кремова, донизу стає коричнюватою, при дотику злегка коричневіє. Кільце посередині ніжки, приросле, лійкоподібне, відстаюче, згори гладеньке, знизу злегка потріскане, білувате. М'якуш щільний, білий, на зламі коричневіє, з приємним запахом, смак солодкуватий. Пряжки відсутні. Плодові тіла з'являються в червні — жовтні.

## Охорона
Вид занесений до Червоної книги України. Природоохоронний статус виду — «зникаючий». З метою охорони необхідно створити ботанічні заказники в місцезнаходженнях виду та виділити його в чисту культуру.